# USS Sailfish (SS-192)
USS Sailfish (SS-192) — американская подводная лодка класса «Сарго». Первоначальное название подлодки — «Squalus». 23 мая 1939 года во время тестового погружения у побережья Нью-Гэмпшира отказ впускного клапана привёл к затоплению нескольких отсеков и гибели 26 человек. Остальные 33 человека были спасены при помощи камеры Мак-Кенна. К концу года подлодка была поднята и декомиссована.
После ремонта подлодка была снова введена в строй в мае 1940 года под новым названием «Sailfish». В ходе Второй мировой войны «Sailfish» выполнила множество боевых походов и была награждена девятью звёздами за службу. Подлодка была декомиссована в октябре 1945 года и позже продана на металлолом. Её рубка установлена на территории военно-морской верфи «Портсмут» в городе Киттери.

## Постройка
Подлодка была заложена 18 октября 1937 года на военно-морской верфи «Портсмут» в городе Киттери под названием «Squalus». Спуск на воду состоялся 14 сентября 1938 года, крёстной матерью была жена адмирала Томаса Харта. Подлодка была введена в строй 1 марта 1939 года под командованием лейтенанта Оливера Накина.

## Авария USS Squalus и повторный ввод в строй
12 мая 1939 года, после прохождения обслуживания на верфи, подлодка приступила к выполнению серии тестовых погружений около у побережья Портсмута. На борту находилось 59 человек, включая трёх наблюдателей из числа гражданских лиц. Первые 18 погружений прошли успешно. Утром 23 мая «Сквалус» погрузилась снова около островов Шолс (42°53′ с. ш. 70°37′ з. д.). Отказ впускного клапана вызвал стремительное затопление кормового торпедного отсека, обоих моторных отсеков, кубрика и гибель 26 человек. Решительные действия остальных членов команды предотвратили затопление остальных отсеков. Продувка всех балластных цистерн не помогла, и подлодка легла на дно на глубине 74 метра.

### Спасательная операция
Когда «Сквалус» не вышла на связь в установленное время, на поиски вышла USS Sculpin (SS-191), подлодка аналогичного класса, и обнаружила аварийный буй. Связь с затонувшей подлодкой удалось некоторое время поддерживать через телефонный кабель аварийного буя, но вскоре кабель оборвался. Вскоре к месту аварии пришло спасательное судно USS Falcon (AM-28). На его борту были Чарльз Момсен, изобретатель индивидуального спасательного аппарата, возглавивший операцию по спасению подводников, и Аллан Мак-Кенн, разработчик усовершенствованного варианта водолазного колокола — спасательной камеры Мак-Кенна Также в составе команды присутствовали военные врачи Чарльз Шиллинг и Альберт Бенке.

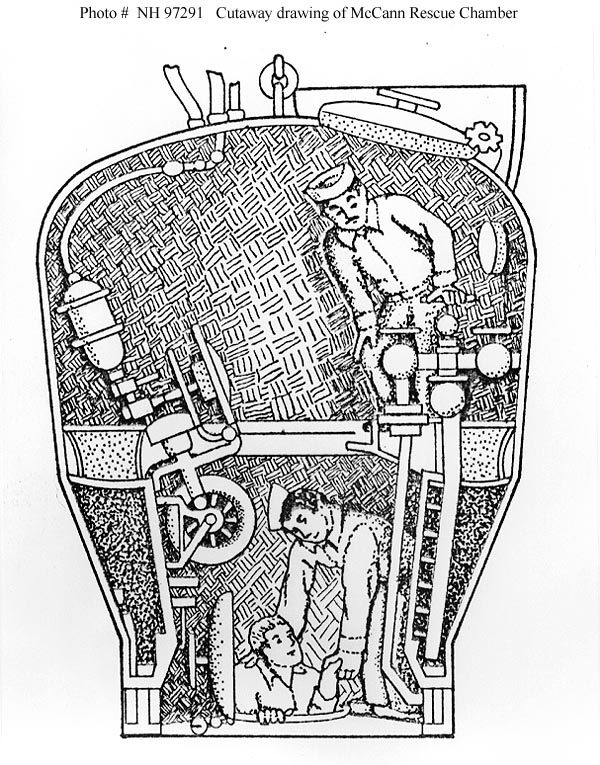
Спасательная камера Мак-Кенна в разрезе

Спасательная камера весом около 9 тонн имела форму перевёрнутой груши высотой порядка 3 метров и диаметром от 1,5 м. у основания до 2,4 м. у самой широкой части. Нижняя часть камеры могла соединяться со спасательным люком подводной лодки через резиновую прокладку. Трос лебёдки, размещённой внутри камеры, соединялся с фланцем люка подлодки. После присоединения к люку из нижней части камеры откачивалась вода, после чего люк открывали и подводники могли перейти в спасательную камеру. Непосредственно в операции участвовали четверо водолазов, использовавших для дыхания недавно разработанную кислородно-гелиевую смесь, чтобы избежать азотного отправления при погружении на большую глубину. Через 21 минуту после первого подсоединения камеры к спасательному люку первые семь человек из команды подлодки были подняты на поверхность. В следующие три приёма удалось поднять остальных — всего 32 члена экипажа и одного гражданского.

### Подъём лодки
Командованием ВМС было принято решение о необходимости поднятия и восстановления подлодки. Операцию по подъёму возглавил контр-адмирал Сайрус Коул, комендант верфи «Портсмут». Разработкой технологии подъёма занимался лейтенант Флойд Таслер.
Глубина в 74 метра, на которой лежала подлодка, не позволяла закрыть впускной клапан и продуть затопленные отсеки. Также большая глубина ограничивала время работы водолазов. Поэтому подлодку предполагалось поднять при помощи надувных понтонов в три приёма: сначала до глубины 48 метров, затем отбуксировать к берегу и поднять до 30 метров, после чего окончательно поднять «Сквалус» на поверхность. На монтаж тросов и установку понтонов ушло 50 дней. 13 июля начался подъём кормовой части, но нос подлодки сильно зарылся в ил. Попытка приподнять носовую часть закончилась провалом: всплытие вышло из-под контроля, дифферент сильно увеличился, нос на несколько метров показался над поверхностью воды, через десять секунд подлодка снова опустилась на дно.

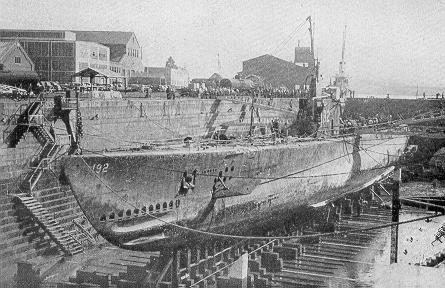
«Сквалус» в сухом доке после подъёма

Через месяц специалисты предприняли вторую попытку, и она оказалась удачной. После двух промежуточных операций по подъёму «Сквалус» была отбуксирована в сухой док к 13 сентября. Осмотр затопленных при аварии отсеков показал, что затопление произошло так быстро, что ни один из погибших не успел воспользоваться своим индивидуальным спасательным аппаратом.

## USS Sailfish
9 февраля 1940 года «Сквалус» была переименована в «Сейлфиш» (англ. Sailfish). После ремонта и переоборудования подлодка была вновь введена в строй 15 мая 1940 года. Командиром был назначен коммандер-лейтенант Мортон Мамма.
16 января 1941 года «Сейлфиш» вышла из Портсмута и направилась в Тихий океан. Пройдя через Панамский канал, подлодка дозаправилась в Сан-Диего и в начале марта прибыла в Перл-Харбор. Затем «Сейлфиш» направилась на запад и находилась в составе Азиатского флота вплоть до нападения японских ВМС на Перл-Харбор.
Командир переименованной подводной лодки объявил, что в целях поддержания дисциплины любой член команды, который произнесёт прежнее название «Сквалус» будет высажен на берег в ближайшем порту. Тогда подводники стали называть лодку «Скваилфиш» (англ. Squailfish), командиру пришлось повторить свой приказ с обещанием отдать нарушителей под трибунал.

### Первые пять походов: декабрь 1941 — август 1942
После нападения японцев на Перл-Харбор «Сейлфиш» отправилась из Манилы в первый боевой поход к западному побережью Лузона. 10 декабря подлодка обнаружила десантное соединение японцев с прикрытием из крейсеров и эсминцев, но не смогла занять позицию для атаки. В ночь на 13 декабря была предпринята попытка торпедировать два эсминца из подводного положения, но эсминцы обнаружили лодку и атаковали её глубинными бомбами. «Сейлфиш» безрезультатно выпустила две торпеды, японские эсминцы сбросили около 20 глубинных бомб. Атака эсминцев вызвала у командира нервный срыв, и после окончания первого похода он был отстранён от командования.
Следующим командиром «Сейлфиш» был назначен Ричард Воуг, бывший шкипер подлодки USS Sealion (SS-195), уничтоженной японской авиацией во время налёта на базу ВМС в Кавите. Второй поход начался 21 декабря, задачей являлось патрулирование у берегов Формозы. Утром 27 января 1942 года между островами Хальмахера и Минданао подлодка обнаружила крейсер типа «Мёко» и выпустила по нему четыре торпеды из подводного положения. «Сейлфиш» сообщила о повреждении крейсера, но оценить степень повреждения не удалось, так как два шедших в охранении эсминца вынудили подлодку покинуть место атаки. От эсминцев удалось уйти, погрузившись на 79 метров, после чего подлодка направилась на юг, к острову Ява. 14 февраля «Сейлфиш» прибыла в Чилачап для пополнения запасов топлива и торпед.
19 февраля В третий поход лодка отправилась через Ломбокский пролив в Яванское море. После встречи тяжёлого крейсера USS Houston (CA-30) и двух кораблей охранения, направлявшихся в Зондский пролив после поражения ABDA в Яванском море, 2 марта «Сейлфиш» перехватила японский эсминец. После неудачной атаки подлодка была вынуждена уйти на глубину, чтобы избежать поражения глубинными бомбами с эсминца и патрульных самолётов. Той же ночью около входа в Ломбокский залив был обнаружен авианосец, идентифицированный как «Кага» в сопровождении четырёх эсминцев. «Сейлфиш» выпустила четыре торпеды, две из которых попали в цель. Авианосец потерял ход, на борту начался пожар. Подлодка погрузилась, уходя от эсминцев, которые на протяжении полутора часов сбросили около 40 глубинных бомб.
«Сейлфиш» ушла от эсминцев и авиации, и 19 марта пришла во Фримантл, где её приняли с большим триумфом. Считалось, что она стала первой американской подлодкой, потопившей авианосец противника. Анализ документов после окончания войны показал, что авианосец «Кага» в этом районе не появлялся, а потопленной целью оказался 7000-тонный авиапаром «Камогава-мару», что тоже было неплохо. 
В четвёртом походе (22 марта — 21 мая) подлодка находилась в Яванском и Целебесском морях. После доставки зенитных боеприпасов филиппинским партизанам подлодке удалось обнаружить лишь одно судно, но она не смогла его атаковать и вернулась во Фримантл.
В пятом походе (13 июня — 1 августа) подлодка патрулировала побережье Индокитая в Южно-Китайском море. 4 июля был обнаружен крупный транспорт, но он оказался госпитальным судном, и атака была остановлена. 9 июля был потоплен японский сухогруз. Одна из двух выпущенных торпед достигла цели и судно получило крен в 15 градусов. После погружения на подлодке услышали два взрыва, шум винтов отсутствовал. Когда «Сейлфиш» всплыла через полтора часа, то никаких следов сухогруза уже не было. Потопление 7000-тонного судна было засчитано, но послевоенный анализ японских документов это не подтвердил.

### Шестой и седьмой походы: сентябрь 1942 — январь 1943
«Сейлфиш» перебазировалась Брисбен, её новым командиром был назначен Джон Мур. 13 сентября подлодка вышла в шестой поход и направилась к западным Соломоновым островам. В ночь на 18 сентября была обнаружена группа из восьми эсминцев, сопровождавших крейсер, но лодка не могла атаковать. 19 сентября был атакован минный заградитель. Веер из трёх торпед прошёл мимо, и «Сейлфиш» была вынуждена погрузиться, чтобы уйти от глубинных бомб. Двенадцать из них разорвались достаточно близко, чтобы вызвать множество лёгких повреждений. 1 ноября подлодка вернулась в Брисбен.
Седьмой поход начался 24 ноября, «Сейлфиш» патрулировала район к югу от Новой Британии. После неудачной атаки эсминца 2 декабря, подлодка не могла обнаружить других целей до 25 декабря. В тот день командир был уверен, что потопил японскую подлодку. Послевоенный анализ документов это не подтвердил. Далее последовали неудачные попытки торпедировать грузовое судно и эсминец. 15 января 1943 года лодка пришла в Перл-Харбор.

### Восьмой и девятый походы: май — сентябрь 1943
С 27 января по 22 апреля «Сейлфиш» проходила капремонт на верфи Мар-Айленд, затем вернулась в Перл-Харбор. Восьмой поход начался 17 мая. После дозаправки в Мидуэее подлодка направилась в район патрулирования — к восточному побережью Хонсю. Зафиксировано несколько контактов, но из-за плохих погодных условий не получалось произвести атаку. 15 июня были обнаружены два сухогруза в сопровождении трёх противолодочных кораблей. Из трёх торпед, выпущенных кормовыми аппаратами, одна поразила цель — сухогруз потерял ход. Подлодка была вынуждена погрузиться, чтобы уйти от атаки противолодочников, но акустики услышали, как корпус «Синзю-мару» разломился и судно затонуло.
Десять дней спустя был обнаружен ещё один конвой из трёх судов в охранении противолодочника и самолёта. «Сейлфиш» снова дала залп тремя торпедами, потопив «Ибури-мару». В ответ корабли охранения и самолёт предприняли длительную операцию по поиску и уничтожению подлодки, которая была вынуждена оставаться на глубине в течение 10 часов. Подводники насчитали 98 разрывов глубинных бомб, но обошлось без значительных повреждений. После ухода от преследования подлодка прибыла в Мидуэй 3 июля. К этому времени Джону Муру ещё не засчитали официально ни одного потопления, и он был освобождён от командования.
Девятый поход, под командованием Уильяма Р. Лефавура, проходил с 25 июля по 16 сентября. Районами патрулирования были Формозский пролив и побережье Окинавы. Кроме небольшого парохода у побережья Нахи и джонки, не считавшимися стоящими целями, ничего обнаружить не удалось, так что «Сейлфиш» ушла в Перл-Харбор.

### Десятый поход: ноябрь 1943 — январь 1944
Перед десятым походом на подлодке сменились не только командир (им стал Роберт Уорд) и значительная часть офицерского состава. 17 ноября «Сейлфиш» направилась к южному побережью Хонсю. По пути было получено сообщение Ультра о быстроходном японском конвое. Ночью 3 декабря в 390 км от Йокосуки радар лодки обнаружил несколько целей на расстоянии 8,2 км. Соединение состояло из авианосца «Тюё», крейсера и двух эсминцев. Несмотря на вызванный надвигающимся тайфуном шторм «Сейлфиш» смогла выйти на позицию атаки вскоре после полуночи, погрузилась на радарную глубину и выпустила четыре торпеды по авианосцу с дистанции 1,9 км, добившись двух попаданий. Подлодка ушла на глубину, скрываясь от эсминцев охранения, которые сбросили на неё 21 глубинную бомбу. Перезарядив торпедные аппараты, подлодка всплыла в 2:00 для возобновления атаки. Вновь было радаром обнаружено несколько целей, одна из которых шла медленно. Визуально идентифицировать её было невозможно из-за практически нулевой видимости. На рассвете «Сейлфиш» выпустила ещё три торпеды по повреждённому авианосцу и снова погрузилась. В 7:58, всплыв на перископную глубину, подлодка обнаружила, что «Тюё» потерял ход и сильно накренился на левый борт. Экипаж готовился покинуть корабль.

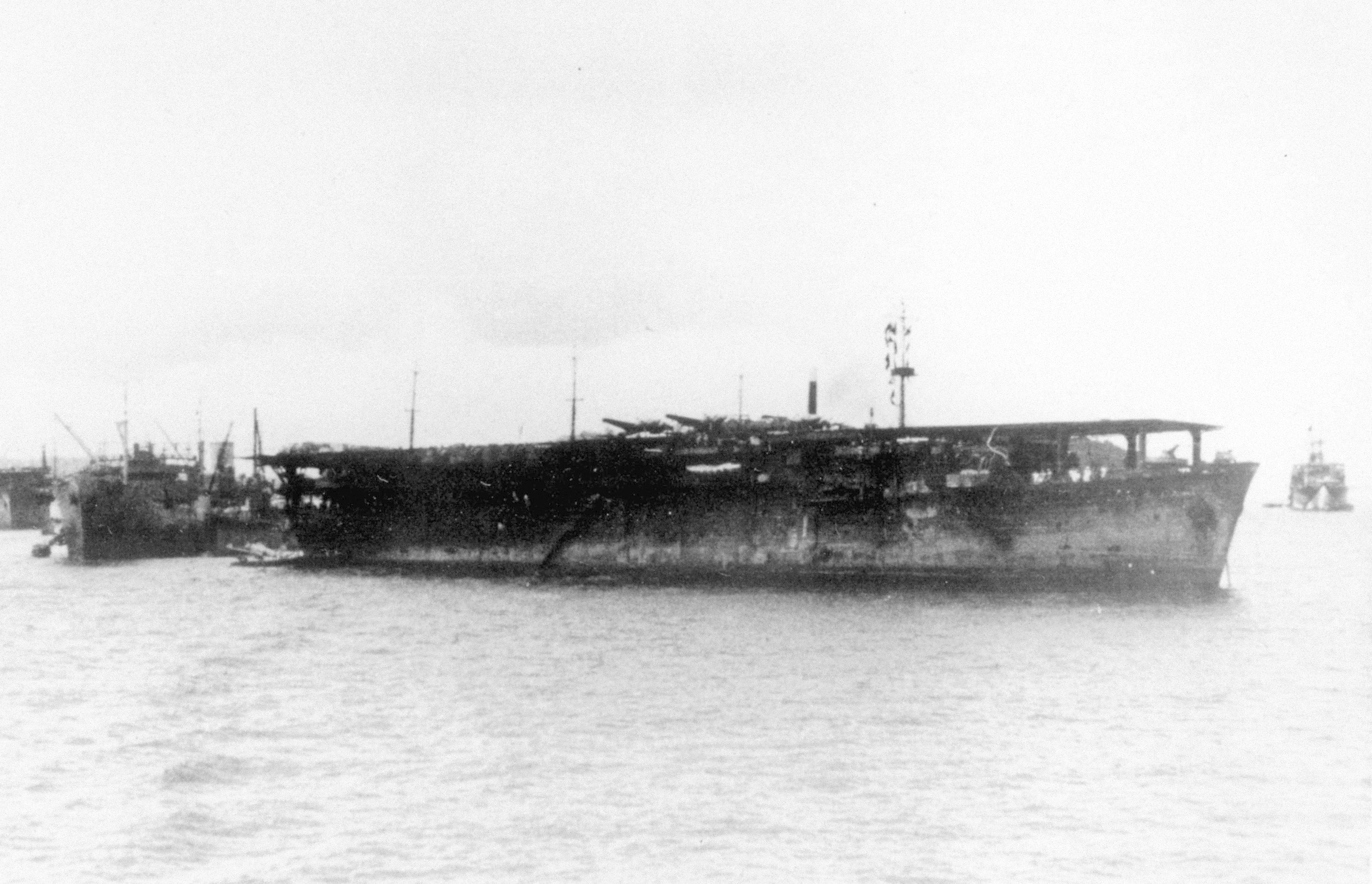
Японский эскортный авианосец «Тюё»

Позднее тем же утром подлодка снова всплыла и добила авианосец двумя торпедами с дистанции 1,6 км. После погружения на подлодке услышали звуки взрывов и разрушающегося корпуса. Подошедший крейсер вынудил «Сейлфиш» погрузиться на 27 метров, так как контролировать поддержание небольшой глубины из-за штормовой погоды было сложно. Возможность атаковать крейсер была упущена. Вскоре после этого авианосец «Тюё» водоизмещением почти 20 тысяч тонн ушёл на дно. Он стал первым авианосцем, потопленным американской подлодкой и единственным крупным военным кораблём, потопленным в 1943 году.
По иронии судьбы на борту «Тюё» оказались пленные подводники с американской лодки USS Sculpin (SS-191), той самой, которая обнаружила место аварии «Сейлфиш» (в то время — «Сквалус») во время тестовых погружений четыре года назад. Выжил только один член команды «Скалпин», ещё двадцать пленных погибли вместе с 1250 японцами.
13 декабря «Сейлфиш» начала отслеживать небольшой конвой, шедший к югу от Кюсю. Он состоял из двух сухогрузов с двумя эсминцами в охранении. Дождавшись ночи, подлодка выпустила четыре торпеды по двум сухогрузам. После погружения на подлодке зафиксировали два мощных взрыва. 3000-тонный «Тотай-мару» развалился и затонул, в то время как эсминцы пытались обнаружить подлодку. Когда появилась возможность всплыть, «Сейлфиш» обнаружила потерявший ход второй сухогруз, но он был прикрыт пятью эсминцами. Атака была слишком рискованной, и лодка незаметно покинула район.
21 декабря был перехвачен ещё один конвой из трёх сухогрузов и трёх эсминцев. На подлодке оставалось всего пять торпед. Залп тремя торпедами из кормовых аппаратов принёс два попадания по самому крупному судну. После погружения на подлодке зафиксировали разлом корпуса 6500-тонного «Уё-мару». Эсминцы атаковали лодку, сбросив 31 глубинную бомбу. Десятый поход, ставший самым результативным, завершился в Перл-Харборе 5 января 1944 года. По результатам подлодка получила Крест ВМС.

### Одиннадцатый поход: июль — сентябрь 1944
После ещё одного капремонта в Мар-Айленд подлодка вернулась в Перл-Харбор и 9 июля направилась в район Лусон-Формоза в составе «волчьей стаи» вместе с USS Greenling (SS-213) и USS Billfish (SS-286).
Две атаки на японские конвои не были засчитаны Комитетом по учёту потерь: потопленный танкер 7 августа и повреждённый эсминец 19 августа.
24 августа «Сейлфиш» обнаружила радаром конвой из четырех грузовых судов, шедший в охранении двух небольших кораблей. После выхода на позицию для атаки подлодка выпустила четыре торпеды, две из которых попали в цель. 2100-тонный «Тоан-мару» разломился надвое и затонул. После погружения и ухода от атаки глубинными бомбами, «Сейлфиш» снова всплыла и выпустила четыре торпеды по второму судну. Получив два попадания, судно получило сильные повреждения и, возможно, затонуло, но Комитет по учёту потерь не засчитал это потопление.

### Двенадцатый поход: сентябрь — декабрь 1944
В двенадцатый поход «Сейлфиш» направилась в тот же район вместе подлодками USS Pomfret (SS-391) и USS Parche (SS-384).
На этот раз заданием было спасение американских лётчиков с аварийно приводнившихся или сбитых самолётов. В течение 12 октября подлодка подобрала 12 лётчиков ВМС, участвовавших в авиаударе по японским базам на Формозе. Огнём палубного орудия были потоплены сампан и небольшое патрульное судно, пытавшееся взять в плен лётчиков. 24 октября «пассажиры» были доставлены на Сайпан, где также были выполнены дозаправка и мелкий ремонт подлодки.
В начале ноября «Сейлфиш» вернулась в район патрулирования. 4 ноября подлодка нанесла повреждения двум эсминцам, но и сама пострадала от авиабомбы. 24 ноября подлодка обнаружила конвой, шедший в филиппинский Итбаят. После передачи сведений о координатах и курсе конвоя на «Помфрет» подлодка начала выходить на позицию для торпедной атаки. В это время её обнаружил один из эсминцев охранения и начал быстро приближаться. «Сейлфиш» выпустила веер из трёх торпед навстречу эсминцу и направилась в сторону остального конвоя. Эсминец был вне зоны видимости, но подводники зафиксировали минимум одно попадание, и вскоре он исчез с экрана радара. Практически сразу «Сейлфиш» оказалась под обстрелом этого эсминца. Несколько снарядов разорвались совсем близко, но это не привело к повреждению корпуса, и лодка погрузилась. Следующие 4 с половиной часа ушли на бесшумное маневрирование на глубине в попытках уйти от атаки глубинными бомбами.
Двенадцатый и последний боевой поход «Сейлфиш» завершила в Перл-Харбор 11 декабря. Она повредила десантное судно и эсминец «Харукадзэ», ранее потопивший подлодку USS Shark (SS-314).

### Дальнейшая служба
После заправки топливом «Сейлфиш» 26 декабря покинула Перл-Харбор примерно через месяц прибыла на базу Нью-Лондон. Следующие четыре месяца «Сейлфиш» использовалась для обучения подводников, затем — в качестве учебного корабля в Гуантанамо. 2 октября подлодка прибыла в Портсмут.

## После войны
После того, как «Сейлфиш» была декомиссована 27 октября 1945 года, администрация Портсмута и представители городской общественности безуспешно пытались добиться сохранения подлодки в качестве музея. В качестве компромисса было решено сохранить боевую рубку. Церемония открытия монумента состоялась в ноябре 1946 года при участии Джона Салливана (замминистра ВМС США), в годовщину Дня перемирия.
Корпус подлодки сначала предполагалось использовать в качестве мишени при испытаниях ядерного оружия или обычных боеприпасов. Но в 1948 года он был продан на металлолом. Подводная лодка «Сейлфиш» была исключена из списков флота 30 апреля 1948 года. Её боевая рубка установлена на территории военно-морской верфи «Портсмут» в качестве монумента в память о погибших членах команды (43°04′55″ с. ш. 70°44′18″ з. д.).

## Награды
- Благодарность Президента
- Медаль «За защиту Америки»
- Медаль «За Американскую кампанию»
- Медаль «За Азиатско-тихоокеанскую кампанию» и девять звёзд за службу
- Медаль Победы во Второй мировой войне